# メッセ・フランクフルト
メッセ・フランクフルト（Messe Frankfurt）はドイツ・フランクフルト・アム・マインにあるドイツで2番目の規模を持つ国際展示場。もしくは運営会社。世界に28の拠点と約2,200人の従業員を有する世界最大級の見本市主催会社でもある。

## 概要
メッセ・フランクフルトは1907年に設立。2014年の実績では海外での開催77を含む121のイベントを主催した。またメッセ・フランクフルトはフェストハレ・フランクフルトの管理運営を行っている。
メッセ・フランクフルトはフランクフルト・ブックフェアや、ミュージックメッセ、Light+Building、Heimtextil、International Supercomputing Conferenceなどのイベントを開催している。以前は国際モーターショーも開催され、「フランクフルトモーターショー」と呼ばれていたが、2021年以降はミュンヘンでの開催となっている。

## 日本で開催している国際見本市
日本法人であるメッセ・フランクフルトジャパンは主に東京ビッグサイト、インテックス大阪、東京都立産業貿易センターでさまざまな産業の国際見本市を主催している。
- ビューティーワールド
- インターペット
- インテリアライフスタイル東京
- フォームネクスト フォーラム東京
- 保育博
- サーモテック
- サーマルテクノロジー